# Centaurea mannagettae
Centaurea mannagettae là một loài thực vật có hoa trong họ Cúc. Loài này được Podp. mô tả khoa học đầu tiên năm 1902.